# Такимото, Макото
Мако́то Такимо́то (яп. 瀧本 誠, 8 декабря 1974, Бандо) — японский дзюдоист полусредней весовой категории, выступал за сборную Японии во второй половине 1990-х — первой половине 2000-х годов. Чемпион летних Олимпийских игр в Сиднее, чемпион Азии, бронзовый призёр Восточноазиатских игр в Пусане, победитель многих турниров национального и международного значения. Также в период 2004—2009 годов выступал в боях по смешанным правилам, в таких организациях как Pride Fighting Championships и World Victory Road.

## Биография
Макото Такимото родился 8 декабря 1974 года в городе Бандо префектуры Ибараки.

### Дзюдо
Первого серьёзного успеха на взрослом международном уровне добился в 1995 году, когда попал в основной состав японской национальной сборной и побывал на чемпионате Азии в Нью-Дели, откуда привёз награду золотого достоинства, выигранную в зачёте полусреднего веса. Два года спустя выступил на Восточноазиатских играх в Пусане, где дошёл до стадии полуфиналов и стал бронзовым призёром в своём весовом дивизионе.
В 2000 году на домашнем азиатском первенстве в Осаке Такимото получил бронзу в полусредней весовой категории. Благодаря череде удачных выступлений удостоился права защищать честь страны на летних Олимпийских играх в Сиднее — в итоге одолел здесь всех своих оппонентов и завоевал тем самым золотую олимпийскую медаль.
Став олимпийским чемпионом, Такимото остался в основном составе дзюдоистской команды Японии и продолжил принимать участие в крупнейших международных турнирах. Он продолжал выступать вплоть до 2004 года, однако существенных достижений больше не добивался. Пытался пройти отбор на Олимпийские игры в Афинах, но не смог этого сделать и вскоре принял решение завершить карьеру дзюдоиста, уступив место в сборной молодым японским борцам.

### Смешанные единоборства
31 октября 2004 года Такимото посетил бойцовский турнир Pride 28 и был впечатлён выступлениями дзюдоистов, своих бывших товарищей по сборной. Он пообещал выйти на ринг на предновогоднем турнире Pride Shockwave 2004 в декабре против любого бойца в любой весовой категории, единственное условие — противник должен быть не дзюдоистом. Его желание было исполнено, соперником назначили сумоиста Генри Миллера, состоявшего в дивизионе макуути. Их бой продлился все три раунда, Такимото значительно уступал в весе, но действовал уверенно, и в итоге все судьи единогласно отдали ему победу.
Всего Макото Такимото провёл в Pride Fighting Championships шесть поединков, из них три выиграл и три проиграл. Помимо упомянутого Миллера взял верх над корейским дзюдоистом Юн Дон Сиком и мастером тхэквондо Зелгом Галешичем. Проиграл единогласным решением судей соотечественникам Киёси Тамуре и Санаэ Кикуте, а также техническим нокаутом голландцу Гегарду Мусаси.
Когда в 2007 году Pride расформировался, Такимото принял участие в новогоднем турнире Yarennoka!, где победил техническим нокаутом бывшего чемпиона UFC в среднем весе бразильца Мурилу Бустаманте. В 2008 году присоединился к промоушену World Victory Road, четырежды выходил здесь на ринг, в том числе дважды был победителем и дважды проигравшим. Планировалось, что в апреле 2010 года Такимото примет участие в прощальном турнире Хидэхико Ёсиды ASTRA, однако в последний момент он выбыл из состава участников, объявив о завершении бойцовской карьеры. Всего в смешанных единоборствах он провёл 11 боёв, из них 6 выиграл и 5 проиграл.